# Ford Nugget
Der Ford Nugget ist ein von Westfalia ausgebautes Reisemobil. Es basiert auf dem Kleintransporter Ford Transit. Seit 1986 wird der Nugget produziert und in Zusammenarbeit mit dem Fahrzeugbauer Westfalia vertrieben. Besonders beliebt ist das 2-Raum-System des Nuggets, durch das der Wohnbereich und die Küche im Heck voneinander getrennt sind. Das nur ca. 5 Meter lange Wohnmobil ist in den Varianten Hochdach (HD) und Aufstelldach (AD) erhältlich sowie seit 2018 auch als Nugget Plus.

## Geschichte
Seit mehr als 30 Jahren gehört der Ford Nugget Camper zu den beliebtesten Wohnmobilen in Deutschland. Im Jahr 1990 folgte das Multifunktionsfahrzeug Ford Euroline, das Konkurrenzfahrzeug zum Volkswagen Multivan, der ebenfalls von Westfalia umgebaut und ausgestattet wird. Durch den Spirituskocher in den ersten Nugget-Modellen bis 1999 konnte der Ford Nugget als Pkw oder als Wohnmobil zugelassen werden.

## Ausstattung
Der Ford Nugget ist grundsätzlich mit 2 Betten ausgestattet, eins im Hoch- bzw. Aufstelldach und als zweite Schlafmöglichkeit die umgeklappte Sitzbank. Unter der Sitzbank befindet sich ein Fach als Verstaumöglichkeit. Der ausklappbare Tisch mit Verlängerungsmöglichkeit auf die Breite der Sitzbank dient als Esstisch. Beide Sitze im Fahrerhaus sind drehbar, sodass im Wohnbereich 4 Leute bequem essen können. Die Küche ist mit einem kleinen Spülbecken mit Wasserhahn, einer 40-l-Kompressorkühlbox, einem 2-Flammen-Kochfeld und einigen Verstaumöglichkeiten in Schränken ausgestattet. In allen Nuggets ist von jeher eine Standheizung von Eberspächer eingebaut. Es gibt eine 230-V-Außenanschluss-Lademöglichkeit und je einen Frisch- und Abwassertank. Eine Markise sowie ein Fahrradträger und weitere Ausstattungsextras sind für den Ford Nuggets zusätzlich lieferbar.

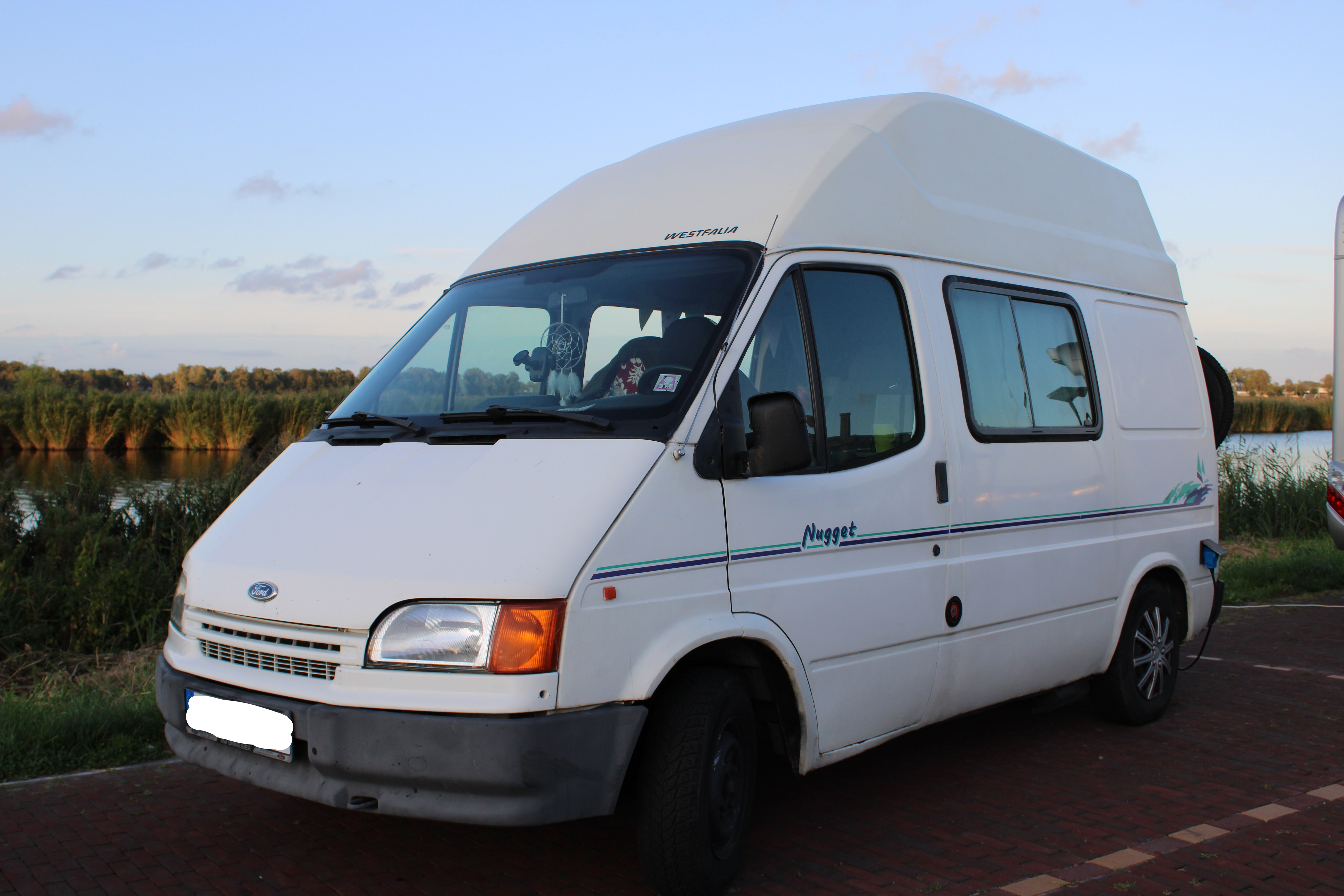
Ford Nugget Baujahr 1993

### 1986 – 2000
Das erste Modell des Ford Nugget basiert auf dem Ford Transit der 4. Generation. Die Küche befindet sich bei den älteren Modellen bis zum Jahr 2000 hinten quer zum Heck. Zudem wurde der Origo-Spirituskocher von Dometic eingebaut, ab 1999 wechselte Westfalia auf einen Gaskocher mit 2,8 kg Gasflasche. Den Nugget gibt es in den Varianten Hochdach und Aufstelldach. Er hat einen Frontmotor mit 68 PS oder 115 PS und Hinterradantrieb.

### 2000 – 2006

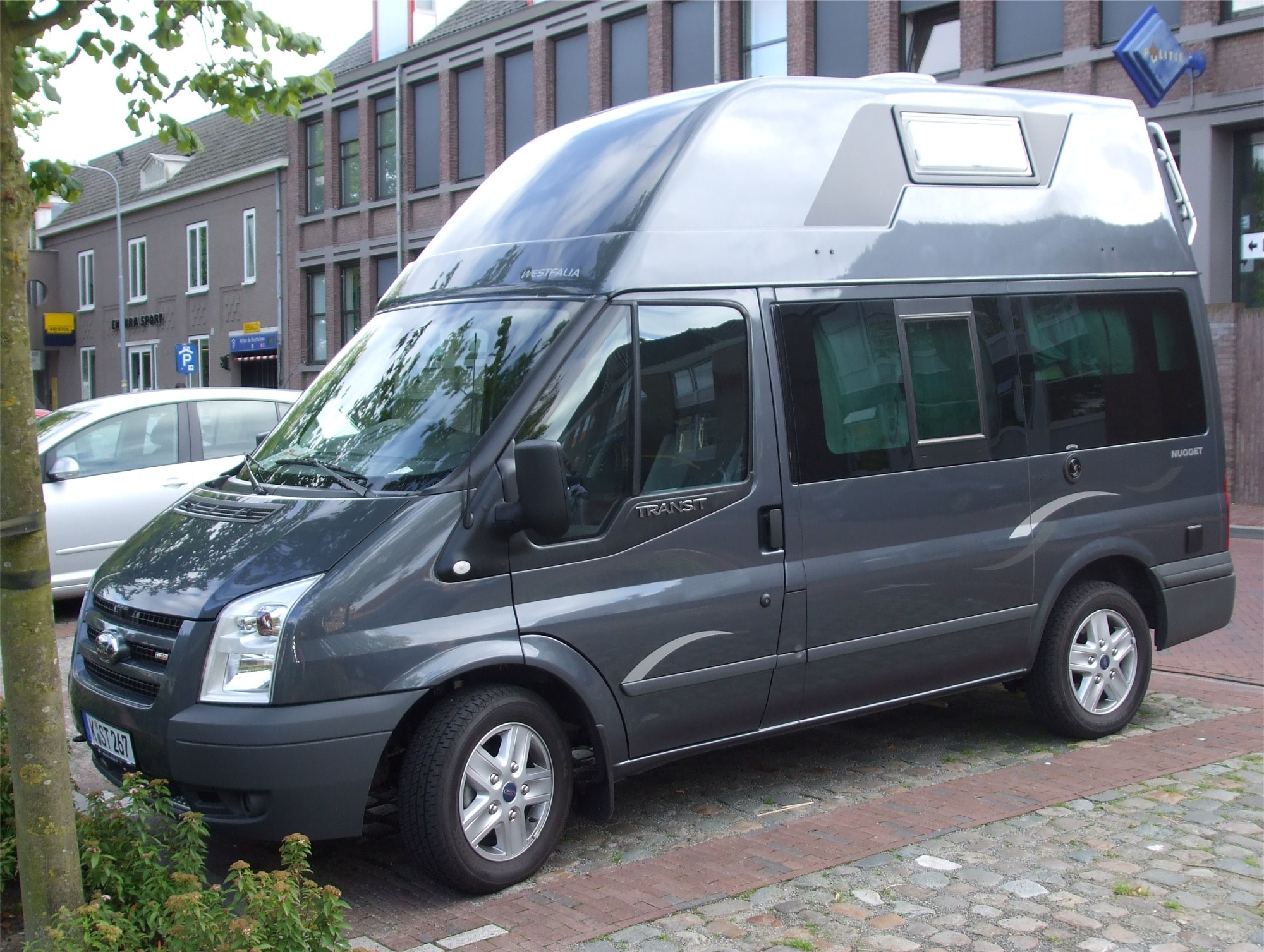
Ford Nugget Baujahr 2008

Mit dem Modellwechsel vom Ford Transit der 4. Generation zum Ford Transit ´00 änderte sich auch einiges am Nugget. Statt im Heck befindet sich die Küche mitten im Auto und hat eine L-Form, sodass ein Durchgang zur Heckklappe möglich wird. Die Nugget-Variante mit Hochdach ist etwas höher und erreicht eine Höhe von ca. 2,80 m. Dazu kommt, dass das Bett im Hochdach länger und breiter wurde; es ist 2,00 m × 1,56 m groß. Das ausklappbare Bett unten misst ca. 2,00 m × 1,30 m und reicht bis unter den Küchenblock. Die Modelle hatten Frontantrieb und wurden mit einer Motorleistung zwischen 105 PS und 125 PS angeboten. Seit 2000 wird der Nugget nur noch mit Dieselmotor vertrieben.

### 2006 – 2013
Die Ausstattung ist gegenüber dem Vorgängermodell kaum verändert. Es wurden lediglich die Leistung und einige technische Fähigkeiten verbessert. Der Nugget ist mit 130 PS bis 170 PS erhältlich.

### Seit 2014
Im Jahr 2014 wurde der Ford Nugget weiter überarbeitet. Mit der Umstellung des Basisfahrzeugs vom Ford Transit auf den Ford Transit Custom veränderte sich das Aussehen des Nuggets stark. Zunächst war der neue Nugget nur in der Hochdachversion erhältlich, ab 2015 auch wieder als Aufstelldachvariante. Beim Nugget HD reicht das Hochdach über die Windschutzscheibe hinaus und hat eine kleine Schnauze, wie die meisten großen Wohnmobile. Die Betten oben und unten wurden wieder etwas schmaler, dafür aber länger und es wurde erstmals eine Außendusche an der Küchenrückseite der Ausstattung hinzugefügt.

## Modelle

### Nugget AD
Der Ford Nugget mit Aufstelldach ist im abgesenkten Zustand 2,09 m und passt in die meisten Tiefgaragen. Mit aufgestelltem Dach erreicht das Fahrzeug eine Gesamthöhe von 3,10 m. Die Alltagstauglichkeit der Version mit Aufstelldach ist für viele Nugget-Fahrer kaufentscheidend.

### Nugget HD
Die Version mit Hochdach ist maximal 2,80 m hoch, diese Höhe variiert jedoch je nach Baujahr. Das Besondere am Hochdach-Nugget sind die dauerhafte Stehhöhe, weitere Schränke und Verstaumöglichkeiten im Hochdach.

### Big Nugget XL
Im Jahr 2006 stellte Westfalia den Prototyp Big Nugget vor, der auf dem Ford Transit mit langem Radstand basiert. Das Raumsystem und die Küche sind ähnlich wie beim kleinen Nugget, allerdings gibt es im großen Nugget ein fest eingebautes „Badezimmer“ mit Toilette, Dusche und Waschbecken. Für 1500 € mehr gibt es im Big Nugget ein zusätzliches Hubbett zum Herunterfahren im Hochdach. Der Big Nugget wurde vom Big Nugget XL abgelöst, der bis 2012 produziert wurde. Der Big Nugget XL ist 5,68 m lang, 1,97 m breit und 2,85 m hoch; die Stehhöhe beträgt 2,10 m. Modell gab es mit 110-PS- und mit 140-PS-Motor.  Durch das 4-Raum-System des großen Nuggets mit dem dauerhaft zugänglichen Wohnbereich ist der Big Nugget XL ein ernstzunehmender Konkurrent zu herkömmlichen Wohnmobilen.

### Nugget Plus
Den Nugget Plus stellte Ford 2018 vor. Er basiert auf dem Ford Transit Custom mit langem Radstand. Den Nugget Plus gibt es seit 2020 auch in der Aufstelldachvariante; er ist 5,34 m lang. Ab November 2020 kann der neue Nugget Plus AD bestellt werden, die Auslieferung erfolgt voraussichtlich im ersten Quartal 2021. Es gibt zusätzlich zur Grundausstattung des Nuggets einen kleinen Hygienebereich mit ausklappbarem Waschbecken, eine Außendusche und eine fest eingebaute Toilette im Heck. Mithilfe eines ausziehbaren Sichtschutzes ist es möglich, den Wohnbereich vom Hygienebereich abzutrennen. Die zusätzlichen 37 cm bieten noch mehr Stauraum in zusätzlichen Fächern.

### Big Nugget 2020
Im Jahr 2019 wurde erstmals eine neue Version des Big Nuggets angekündigt und vorgestellt, im September 2020 folgte die Präsentation der aktuellen Version auf dem Caravan Salon in Düsseldorf. Basisfahrzeug für den Big Nugget 2020 ist der Ford Transit Kastenwagen mit langem Radstand und Hochdach. Es ist möglich, zwischen manuellem Schaltgetriebe und Automatik zu wählen. Der neue Big Nugget hat keine 2-Raum-Aufteilung wie der kompakte Nugget, sondern ist wie ein klassisches Kastenwagen-Wohnmobil aufgeteilt. Das Quer-Doppelbett im Heck erreicht dank der Ausbuchtungen zu beiden Seiten eine 2 m lange Liegefläche. Es gibt eine kleine Nasszelle mit fester Toilette, einer Dusche und einem Waschbecken. Seitlich befindet sich die Küche mit einem 2-Flammen-Kochfeld, einer kleinen Spüle, zwei Kühlboxen (30 l und 40 l) und reichlich Stauraum. Die Zweiersitzbank kann nicht zu einem weiteren Bett umgebaut werden, sondern nur als Sitzmöglichkeit. Zusätzlich zur Dieselstandheizung ist als Extra eine Fußbodenheizung lieferbar. Außerdem sind weitere Sonderausstattungen erhältlich. Der Big Nugget ist 5,98 m lang und 2,70 m hoch.